# Volley Treviso 2001-2002

## Risultati ottenuti

### In Italia
- Serie A1: perde in finale contro la Casa Modena Salumi
- Coppa Italia: perde ai quarti di finale contro la Noicom Brebanca Cuneo
- Supercoppa Italiana: vince in finale contro la Lube Banca Marche Macerata

### In Europa
- European Champions League: eliminata nella prima fase a gironi

## Rosa
in corsivo i giocatori ceduti a campionato in corso